# 砥部町立広田中学校
砥部町立広田中学校（とべちょうりつひろたちゅうがっこう）は、2009年（平成21年）まで愛媛県伊予郡砥部町にあった公立の中学校。旧広田村村立として設立され、同村内の唯一の中学校であったが、広田村の砥部町への合併の後ではあるが砥部中学校に統合された。四国山地山中の小規模校であった。

## 概要
愛媛県中部、伊予郡に位置する（旧）広田村立の中学校として創立され、村内唯一の中学校として長年運営。しかしながら山村をとりまく環境変化は著しく過疎化・少子化が進み、生徒数は減少していった。2005年（平成17年）に広田村の砥部町への合併により砥部町立に移行した後もしばらく存続していたものの、2009年（平成21年）砥部中学校に統合された。これにより旧広田村内には中学校は存在しなくなった。

## 位置
広田村のほぼ中央、旧広田村役場、広田小学校、保育所、駐在所など村内の主な公共施設が集中する総津地区に位置する。村内を南北に縦貫する国道379号からわずかに集落側に入った場所。（国道自体がバイパス状に道路幅員の確保が難しい集落を避けるように走っている）

## 沿革
- 1947年（昭和22年）4月　太平洋戦争後の学制の改革により創立。広田小学校の校舎を併用

1、2年生は2学級、3年生は1学級
- 1948年（昭和23年）12月　校舎建築を求めて村民大会開かれる
- 1949年（昭和24年）7月　校舎建築始まる

1950年（昭和25年）2月　校舎落成式　木造二階建
- 1952年（昭和27年）9月　高市集落の生徒55名が転入学[3]
- 1957年（昭和32年）4月　校歌制定
- 1961年（昭和36年）4月　校訓制定
- 1966年（昭和41年）1月13日　完全給食開始
- 1966年（昭和41年）8月　プール落成
- 1972年（昭和47年）8月　新校舎起工式

1973年（昭和48年）2月　新校舎落成
- 1974年（昭和49年）10月　体育館建設地鎮祭

1975年（昭和50年）4月　体育館落成
- 1978年（昭和53年）5月　プール地鎮祭

1978年（昭和53年）8月　プール落成
- 1982年（昭和57年）9月　教職員住宅起工

1983年（昭和58年）3月　教職員住宅落成
- 1988年（昭和63年）2月　給食センターによる給食開始
- 1990年（平成2年）3月　緑の少年団結成
- 1996年（平成8年）　創立50周年記念事業開催

1997年（平成9年）3月　記念誌刊行
- 2004年（平成16年）2月　水文観測終了
- 2005年（平成17年）1月　広田村の合併により砥部町立となる
- 2009年（平成21年）　砥部中学校に統合、閉校

## 施設
学校施設の配置は概ね次のとおり。
校舎（三階建）、東に体育館、南に運動場、南東端にプール
跡地　　
運動場は「ひろた町民グラウンド」として利用されている。

## 学級・生徒数
生徒数のピークは1962
年度（昭和37年度）の6学級（各学年2クラス）、生徒293名であった。昭和40年代から50年代前半にかけて著しく減少した。
学級数・生徒数の推移
昭和22年度　5学級　生徒198人
昭和30年度　6学級、289人
昭和35年度　6学級、239人
昭和37年度　6学級、293人　ピーク
昭和40年度　6学級、259人
昭和45年度　6学級、183人
昭和49年度　5学級、141人　5学級となる
昭和50年度　4学級、129人　4学級となる
昭和51年度　3学級、116人　3学級となる
昭和55年度　3学級、60人
昭和60年度　3学級、55人
平成2年度　3学級、40人
平成7年度　3学級、45人
平成12年度　3学級、36人

## 校歌
制定年　1957年（昭和32年）
作詞・佐川力、作曲・篠崎正幸

## 部活動
男子バレーボール部、男子ソフトボール部は強豪で知られ地区大会を突破、県大会にも何度も出場した。

## 水文観測
1968年（昭和43年）8月から建設省からの委託に基づき開始。生徒2名が毎日交代で降水量等を観測し記録、学校を通じて建設省に報告していたもの。肱川水系の一つである小田川流域の気象状況を把握するためのもので、観測機器の発達・データ収集の自動化にともない、役目終えて2004年（平成16年）2月終了。国から表彰状を贈られた。